# Cyprinodon esconditus
Cyprinodon esconditus är en fiskart som beskrevs av Ulrike Strecker 2002. Den ingår i släktet Cyprinodon, och familjen Cyprinodontidae. Inga underarter finns listade i Catalogue of Life.